# David Amija
David Amija, född 1652, död 1706, var en svensk affärsman och rådman i Göteborg.

## Biografi
David Amija var son till klädeshandlaren i Göteborg, David Amija (1616-1674), och sonson till rådman Johan Amija (död 1641). Han blev tidigt den främsta exportören av svensk järnmalm via Göteborg med en verksamhet tre gånger större än någon av sina konkurrenter. Han bedrev även en omfattande skeppsredarverksamhet samt beck- och tjärhandel. Amija blev korrespondentkommissarie i Kommerskollegium 1674, bisittare i köp- och handelsgillet vid dess omorganisation genom magistraten 1681, valdes till riksdagsman 1682 men avsade sig uppdraget. Han blev rådman i Göteborg 1691. 1704 startade han tillsammans med Hans Coopman en klädesmanufaktur i Göteborg, vilket kom att namnge stadsdelen Stampen i Göteborg.
Amija gifte sig den 13 juni 1682 med Elisabeth von Saveland, dotter till handlanden Johan von Saweland. Vidare var Amija svåger till och affärskompanjon med Henrik Jakob Hildebrand.